# Заречаны (Браславский район)
Заречаны (бел. Зарачаны) — хутор в Браславском районе Витебской области Беларуси. Входит в состав Тетерковского сельсовета.

## География
Хутор находится в западной части Витебской области, на перешейке между озёрами Иново и Укля, на расстоянии приблизительно 13 километров (по прямой) к юго-востоку от города Браслав, административного центра района. Абсолютная высота — 136 метров над уровнем моря. Площадь населённого пункта — 0,0153 км².

## История
По состоянию на 1905 год, в застенке проживало 24 человека (14 мужчин и 10 женщин). В административном отношении входил в состав Иодской волости Дисненского уезда Виленской губернии.
В 1921 году входил в состав гмины Йоды Дисенского повета Виленского воеводства Второй Польской республики. Числилось 13 жителей (9 мужчин и 4 женщины), проживавших в 3 домах. В этническом составе населения того периода поляки составляли 77 % и белорусы — 23 %. В конфессиональном составе населения преобладали католики (77 %), также были представлены православные христиане (23 %).

## Население
По данным переписи 2019 года, постоянное население в Заречанах отсутствовало.
| Год  | Население, человек |
| ---- | ------------------ |
| 1905 | 24                 |
| 1921 | ↘ 13               |
| 2009 | ↘ 0                |
| 2019 | → 0                |